# Dobroslavice
Dobroslavice (deutsch Dobroslawitz) ist eine Gemeinde im Okres Opava in der Region Mährisch-Schlesien in Tschechien.

## Geographie
Dobroslavice liegt fünf Kilometer südwestlich von Hlučín. Nachbarorte sind Jilešovice im Norden, Děhylov und Bobrovníky im Nordosten, Plesná im Süden, Velká Polom im Südwesten und Háj ve Slezsku im Nordwesten. Östlich verläuft die Landstraße 469 nach Hlučín.

## Geschichte
Dobroslawitz wurde erstmals 1377 bei der Teilung des Herzogtums Troppau erwähnt, als es zur Herrschaft Hrabin des Heinrich von Bítov (Jindřich z Bětova auch z Bítova) gehörte. Ab 1424 bis Anfang des 16. Jahrhunderts war es im Besitz der Ritter von Czochendorf, die ein Kastell errichteten, das 1517 erstmals erwähnt wurde. In der zweiten Hälfte des 16. Jahrhunderts gehörte Dobroslawitz den Herren von Würben. 1577 ließ Albrecht von Würben das Kastell zu einem Renaissance-Schloss umbauen. Zu den nachfolgenden Besitzern gehörten u. a. der Freiherr Johann Georg Czigan, die Tvorkovský, die Sedlnitzky von Choltitz, die Würben von Freudenthal (Bruntálští z Vrbna) und im 18. Jahrhundert die italienischen Grafen Giannini. Anfang des 18. Jahrhunderts wurde das Schloss im Stil des Barock umgebaut und Anfang des 19. Jahrhunderts ein französischer Park angelegt.
Nach der Aufhebung der Patrimonialherrschaften gehörte Dobroslawitz ab 1850 zur Bezirkshauptmannschaft Troppau, die 1918 an die neu gegründete Tschechoslowakei gelangte. Ab 1860 gehörte die Gutsherrschaft sowie das Schloss den Grafen Wilczek, die 1945 enteignet wurden. Nach dem Münchner Abkommen 1938 wurde der Ort dem Deutschen Reich zugeschlagen und gehörte bis 1945 zum Landkreis Wagstadt. Während der Mährisch Ostrauer Operation im Frühjahr 1945 wurden rund 80 % der Gebäude zerstört, Teile des Schlosses brannten aus. Nach dem Zweiten Weltkrieg kam Dobroslavice 1945 an die Tschechoslowakei zurück. Nachfolgend wurde der Ort wieder aufgebaut. Das Schloss wurde devastiert und Teile des Schlossparks als Bauland parzelliert. 1976 wurde Dobroslavice nach Hlučín eingemeindet. Seit 1992 ist es wiederum eine selbständige Gemeinde.

## Gemeindegliederung
Für die Gemeinde Dobroslavice sind keine Ortsteile ausgewiesen.

## Sehenswürdigkeiten
- Schlosspark mit Schlosskapelle

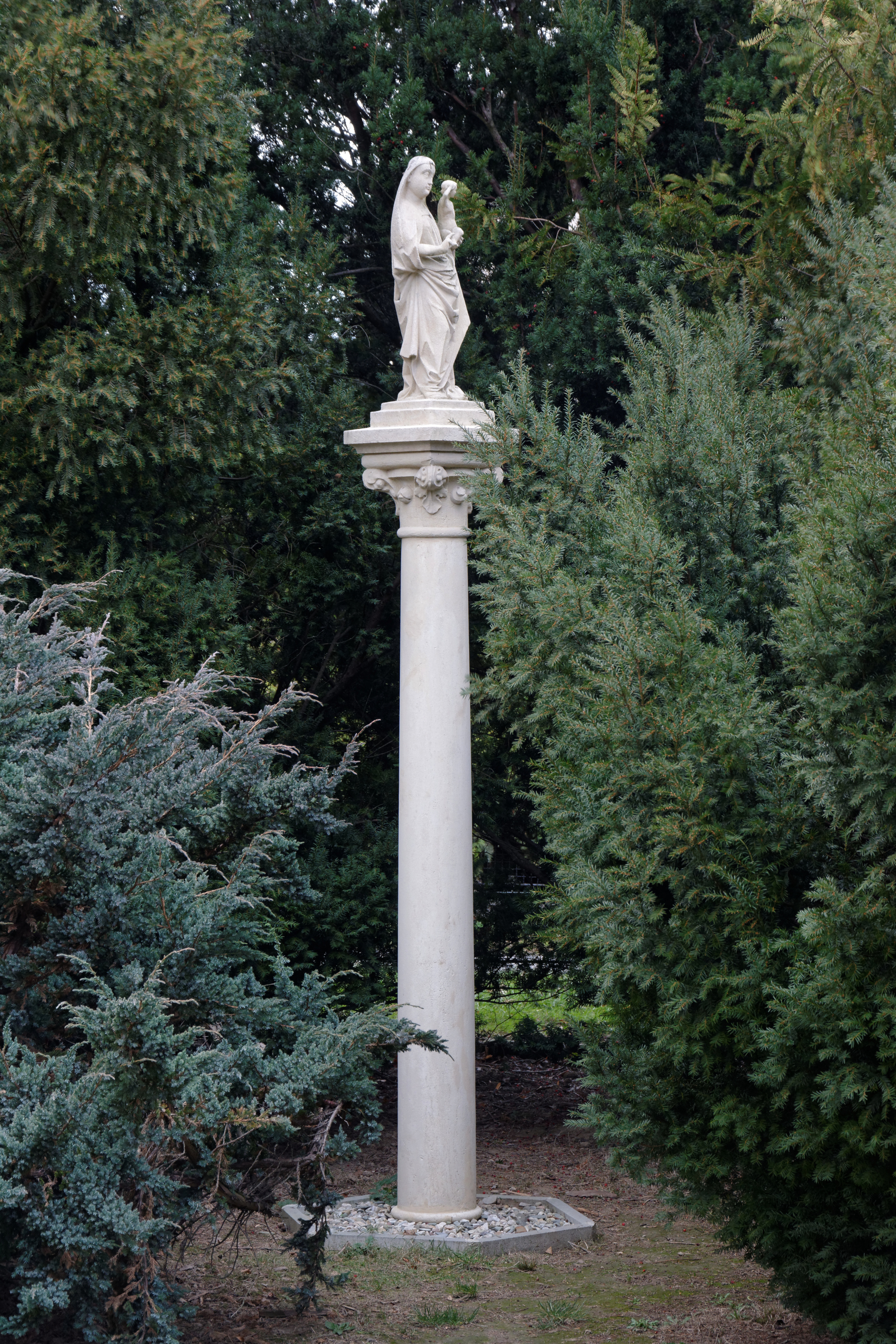
Mariensäule

- Mariensäule aus dem 19. Jahrhundert
- Das Schloss Dobroslavice wurde in der zweiten Hälfte des 16. Jahrhunderts an der Stelle eines Kastells errichtet und Anfang des 18. Jahrhunderts im Stil des Barock umgebaut. Während des Zweiten Weltkriegs wurde es teilweise zerstört und nicht wieder aufgebaut.